# 蒂亚戈·卡米洛
蒂亚戈·恩里克·德奥利韦拉·卡米洛（葡萄牙語：Tiago Henrique de Oliveira Camilo，1982年5月24日—）是一名巴西男子柔道运动员。他曾参加2000年、2008年和2012年三届奥运，其中在2000年奥运收获一枚银牌，2008年奥运收获一枚铜牌。